# Jean-Louis Bianco
Pour les articles homonymes, voir Bianco (homonymie).
Jean-Louis Bianco, né le 12 janvier 1943 à Neuilly-sur-Seine (Seine), est un homme politique français.
Il est successivement secrétaire général de l'Élysée (le plus jeune à ce poste, 39 ans, ainsi que durant la plus longue période sous la Ve République, neuf ans), sous la présidence de François Mitterrand, ministre des Affaires Sociales et de l'Intégration, puis ministre de l'Équipement, du Logement et des Transports.
Durant sa carrière politique, il exerce les fonctions de maire de Digne-les-Bains, conseiller régional de Provence-Alpes-Côte d'Azur, président du conseil général des Alpes-de-Haute-Provence et député. En septembre 2012, il annonce l'abandon de ses mandats électifs.
Au sein de la direction du Parti socialiste, il défend la candidature de Ségolène Royal à la primaire citoyenne de 2011 organisée par le PS et le PRG, après avoir été son codirecteur de campagne lors de l'élection présidentielle de 2007. À la suite de sa défaite en 2011, il s'engage en faveur de François Hollande.
Par ailleurs, il est ancien conseiller du premier secrétaire du Parti socialiste pour les questions européennes et est longtemps membre du bureau national du parti.
Par décret en date du 5 avril 2013, il est nommé président de l'Observatoire de la laïcité et renouvelé par décret du 3 avril 2017. Son mandat prend fin le 4 avril 2021.

## Biographie

### Études
Ancien élève du lycée Janson-de-Sailly, dans le XVIe arrondissement de Paris, Jean-Louis Bianco intègre l'École des Mines après deux années de classe préparatoire. Pendant sa scolarité, il passe une licence de sciences économiques, puis entre en deuxième année à l'Institut d'études politiques de Paris dans le but de préparer l'École nationale d'administration. Après avoir créé un groupe de travail avec Jacques Attali, il intègre l'école (promotion Thomas More), où il est élu président des élèves. Le jour de la rentrée, le directeur de l'ENA le convoque pour lui dire qu'il n'a « jamais vu un candidat réussir le concours avec une copie aussi nulle à l'épreuve [de culture générale] » et qu'il ne doit pas croire qu'il va atteindre les Grand corps de l'État. Il sort deuxième de sa promotion.

### Carrière professionnelle
Il entre au Conseil d'État en 1971 en tant qu'auditeur. En 1978, il devient maître des requêtes. Il deviendra conseiller d'État en 1994.
De 1979 à 1981, il est chargé de mission au syndicat intercommunal de développement des vallées de la Durance et de la Bléone. Il projette de s'installer dans la région pour y vivre et d'enseigner à Sciences Po Aix, mais abandonne cette idée lorsqu'il est appelé pour travailler auprès du président François Mitterrand en mai 1981. Le 13 septembre 2012, il annonce qu'il renonce à son mandat de conseiller général et à sa fonction de président du conseil à compter du 1er octobre 2012.
En octobre 2012, il est missionné par le Premier ministre et le ministre délégué aux Transports, à la Mer et à la Pêche, Frédéric Cuvillier, sur le rapprochement entre la SNCF et Réseau ferré de France (RFF), puis, en novembre 2012, est nommé par le président du Sénat, Jean-Pierre Bel, au conseil supérieur de la Cour des comptes.

### Secrétariat général de la présidence de la République
En mai 1981, il est appelé pour travailler auprès du président de la République François Mitterrand.
À partir de 1982, il devient secrétaire général de la présidence de la République de François Mitterrand jusqu'en 1991. Il est le plus jeune à ce poste et y détient le « record de longévité » (9 ans, sans compter sa première année auprès du Président en tant que chargé de mission) sous la Cinquième République. Le plus jeune secrétaire général de l'Élysée de l'histoire est Emmanuel d'Harcourt : secrétaire général de Mac-Mahon sous la Troisième République, il avait tout juste 30 ans.
Il refuse en mai 1988 un poste de Ministre du Cadre de vie que lui propose le président Mitterrand.

### Présidence de l'Office national des forêts (ONF)
De 1983 à 1991, Jean-Louis Bianco préside l'Office national des forêts (ONF). À cette occasion, il écrit un rapport au Premier ministre, intitulé La Forêt : une chance pour la France.

### Mandats électifs et ministères
En 1991, Jean-Louis Bianco se voit confier le ministère des Affaires sociales et de l'Intégration dans le gouvernement d'Édith Cresson.
À cette occasion, il permet la régularisation des sans-papiers. En janvier 1992, 10 000 des 50 000 étrangers déboutés de droit d'asile qui l'avaient demandé ont vu leur situation régularisée, conformément à la procédure mise en place par une circulaire de juillet 1991.
En 1992, il est élu conseiller régional de la région Provence-Alpes-Côte d'Azur.
En 1992, il intègre le gouvernement de Pierre Bérégovoy en qualité de ministre de l'Équipement, du Logement et des Transports.
À ce titre, il est l’auteur d’une circulaire (la « circulaire Bianco » du 15 décembre 1992) qui préfigure la création de la Commission nationale du débat public.
Par ailleurs, il permet la mise en œuvre du permis à points qui entre en vigueur le 1er juillet 1992.
En 1994, il est élu conseiller général des Alpes-de-Haute-Provence dans le canton de Digne-les-Bains.
En 1995, il devient maire de Digne-les-Bains.
Il est élu député depuis le 1er juin 1997 dans la 1re circonscription des Alpes-de-Haute-Provence. Il est réélu le 16 juin 2002, pour la XIIe législature 2002-2007, en obtenant 50,79 % des voix face au candidat UMP. Le 17 juin 2007, il est réélu député pour la XIIIe législature en obtenant au second tour 52,32 % des suffrages face à Éliane Barreille (UMP).
Il siège dans le groupe Socialiste, radical et citoyen, est membre de la commission des Affaires étrangères et président de la mission parlementaire sur l'Iran.
Il est également le président du conseil général des Alpes-de-Haute-Provence depuis 1998 (réélu en 2001, 2004 et 2008) et a renforcé sa majorité à chaque réélection. Depuis 2010, le budget départemental est adopté à l'unanimité. Le 13 septembre 2012, à Digne-les-Bains, il annonce renoncer à son mandat de conseiller général et à sa fonction de président du conseil général, et ce à compter du 1er octobre 2012. Il souhaite se consacrer à sa famille. En novembre 2012, Jean-Pierre Bel a nommé Jean-Louis Bianco comme « personnalité qualifiée » au Conseil supérieur de la Cour des Comptes.
De 1999 à 2001, il préside l'Institut François-Mitterrand.

### Orientations politiques au sein du PS
En 2005, il est le cofondateur avec Gaëtan Gorce du groupe «Nouvelle voix» au sein du Parti socialiste, sensibilité de la motion majoritaire du Congrès de la même année.
En décembre 2006, « Nouvelle voix » s'est transformé en club de réflexion et en lieu de débat, fusionnant avec le club « Témoins », présidé par Jean-Pierre Mignard. Ils signeront la même contribution (« Combattre et proposer », de Ségolène Royal) et la même motion (« Fier(e)s d'être socialistes, l'espoir à gauche ») à l'occasion du congrès de Reims.
À la suite du congrès de Reims de 2008, il est un des chefs de file de la sensibilité issue de la motion E « l'espoir à gauche » (dont les principaux acteurs sont Ségolène Royal, Vincent Peillon, François Rebsamen et Patrick Mennucci).
En 2009, il devient membre du Secrétariat national du PS (en tant que coprésident du Forum des Territoires, avec Marylise Lebranchu) et du Conseil national du PS.
Le mercredi 24 juin 2009, il est également devenu le responsable et principal rédacteur du projet des socialistes pour les élections régionales de 2010.
En août 2009, il préside une réunion du courant « motion E, l'espoir à gauche » à Marseille (ouverte par Michel Vauzelle) en présence de plusieurs sensibilités de toute la gauche (socialistes, radicaux, communistes, écologistes avec notamment Daniel Cohn-Bendit, altermondialistes, syndicalistes) et également d'élus du MoDem dont Marielle de Sarnez et Jean-Luc Bennahmias.
Le 12 décembre 2009, Jean-Louis Bianco présente à la convention nationale du Parti socialiste le « contrat socialiste de nos régions » (c'est-à-dire le programme du PS pour les élections régionales de mars 2010), dont il a coordonné les travaux. Ce programme est particulièrement bien reçu par les présidents de régions sortants et par les militants et contribuera au succès du PS aux élections régionales.
Fin décembre 2009, à la suite de la rupture politique entre Ségolène Royal et Vincent Peillon au sein de « l'espoir à gauche » et de la création par ce dernier du « rassemblement social, écologique et démocrate » dont Jean-Louis Bianco s'éloigne car trop peu conforme à « l'alliance arc-en-ciel » (de la gauche de la gauche au centre-gauche[Quoi ?] [réf. souhaitée]) qu'il défend, il appelle avec Najat Vallaud-Belkacem et Gaëtan Gorce (et avec le soutien de Ségolène Royal) à « transcender les courants » et à « dépasser les clivages corporatistes à l'intérieur du PS ».
En 2010, il est membre des commissions de travail sur les différentes conventions nationales du PS : « nouveau modèle économique, social et écologique », « rénovation », « international ». Il y défend la vision de sa sensibilité politique.
Fin août 2010, il publie un livre d'entretiens Si j'étais président… Que faire en 2012 ? dans lequel il livre sa vision de l'état actuel de la France, revient sur son parcours politique et livre ses projets quant aux attentes des Français pour 2012. Sans toutefois se déclarer candidat aux primaires du Parti socialiste. Néanmoins, il déclare en septembre 2010 sa possible candidature si Ségolène Royal ne s'y présente pas ou si certaines idées ne sont pas portées.
En 2015, il publie un livre sur ses années aux côtés du président de la République François Mitterrand, intitulé Mes années avec Mitterrand.

### Primaires socialistes de 2006 et 2011, élections présidentielles de 2007 et 2012
En septembre 2006, Jean-Louis Bianco soutient Ségolène Royal pour l'investiture socialiste de novembre à l'élection présidentielle de 2007 et est ensuite son porte-parole.
Pendant l'élection présidentielle de 2007, au sein de l'équipe de la candidate, il est codirecteur de campagne avec François Rebsamen jusqu'au 6 mai 2007, jour du second tour de l'élection présidentielle.
Aux primaires socialistes de 2011, Jean-Louis Bianco soutient à nouveau la candidature de Ségolène Royal pour l'élection de cette première primaire « citoyenne » organisée par le PS et le PRG les 9 et 16 octobre. Il devient membre de l'équipe de campagne et est chargé des sujets régaliens (« sherpa », institutions, Europe, relations internationales).
À la suite de la défaite de Ségolène Royal au premier tour de la primaire citoyenne (6,9 % des voix), comme elle, il s'engage en faveur de François Hollande, qui l'emporte au second tour avec 56,57 % des suffrages et devient ainsi le candidat officiel du PS et du PRG à l'élection présidentielle de 2012.

### Après l'élection présidentielle de 2012
Il annonce le 12 janvier 2012 qu'il ne se représentera pas aux élections législatives.
En octobre 2012, le Premier ministre et le ministre délégué aux Transports, à la Mer et à la Pêche, Frédéric Cuvillier, lui confient la mission gouvernementale sur la réforme du secteur ferroviaire, actuellement en préparation et qui doit aboutir à un rapprochement entre la SNCF et Réseau ferré de France (RFF). Le 15 novembre 2012, le président du Sénat, Jean-Pierre Bel, le nomme au Conseil supérieur de la Cour des comptes.
Le 4 avril 2014, Jean-Louis Bianco est nommé conseiller spécial auprès de Ségolène Royal, ministre de l’Écologie, du Développement durable et de l’Énergie. Le 8 novembre 2014, il est également nommé représentant spécial pour les relations avec l'Algérie de Laurent Fabius, ministre des Affaires étrangères. Il exerce ces fonctions à titre bénévole.

### Président de l'Observatoire de la laïcité
Par décret en date du 5 avril 2013, il est nommé président de l'Observatoire de la laïcité. Il déclare la même année que  

« [la France] n'a pas de problème avec sa laïcité », expliquant que ce principe « est profondément partagé par les Français », même s'« il y a des atteintes » et des problèmes mais qui relèvent souvent d'autres champs, comme ceux de « l'ordre public, de l'intégration, de l'absence de mixité scolaire ou sociale. »

#### Critiques et controverses
Dans le cadre de ses fonctions à l'Observatoire de la laïcité, il est critiqué en interne début 2015 par trois membres de l'Observatoire (sur vingt-trois) — Françoise Laborde, sénatrice radicale de gauche, Jean Glavany, député socialiste et Patrick Kessel, président du Comité Laïcité République et ancien grand maître du Grand Orient de France —, lui reprochant d'imposer sans débat une ligne « trop angélique »,,. Cela conduit ces trois membres à décider de « se mettre en retrait des travaux de l'Observatoire de la laïcité. »
En tant que président de l'Observatoire depuis 2013, il a concentré sur sa personne diverses critiques, notamment de la part du Premier ministre Manuel Valls qui lui reproche d'avoir co-signé une tribune dans la presse, au lendemain des attentats du 13 novembre 2015, avec 80 personnalités et associations : « On ne peut pas signer des appels, y compris pour condamner le terrorisme, avec des organisations que je considère comme participant du climat que l'on a évoqué tout à l'heure, ça, ce n'est pas possible », déclare-t-il en parlant d'un « climat nauséabond ». Manuel Valls vise notamment le Collectif contre l'islamophobie en France (CCIF) ou Nabil Ennasri, un proche des Frères musulmans. La ligne suivie par l'Observatoire est également reprochée à Jean-Louis Bianco. Manuel Valls affirme que « l'Observatoire de la laïcité ne peut pas être quelque chose qui dénature la réalité de cette laïcité. » Jean-Louis Bianco répond à Manuel Valls par un communiqué, rappelant, entre autres, la présence parmi les 80 co-signataires de « la présidente de la Commission nationale consultative des droits de l'homme, l’ancien président du Conseil économique, social et environnemental, la présidente d’ATD quart monde, le président de la fondation Abbé-Pierre, […] le pasteur Clavairoly, président de la Fédération protestante de France, le président du Conseil français du culte musulman, le secrétaire général de l’enseignement catholique et le grand rabbin de France. »
Le 5 janvier 2016, il déclare à l’antenne de France Culture que Charlie Hebdo  a pu dire pire que le rappeur Médine à propos « des catholiques, des musulmans, des intégristes » mais que ce que dit le chanteur « ne [lui] plaît pas, [le] choque ».
Ses prises de position lui valent les critiques des trois membres de l'Observatoire cités précédemment. Tous les trois avaient déjà contesté les positions de Jean-Louis Bianco en janvier, lors de la polémique sur les déclarations d'Elisabeth Badinter à propos de l'islamophobie. Rappelant le contexte des attentats, ils affirment que « l'obsession de la garantie de la liberté ne doit pas entraîner la faiblesse dans la lutte contre les intégrismes. »

Après ces remises en cause, Jean-Louis Bianco reçoit le soutien de 200 universitaires et chercheurs, dont Jean Baubérot (fondateur de la sociologie de la laïcité), Esther Benbassa, Jean-Claude Kaufmann, Laurent Mucchielli, Pierre Rosanvallon, Olivier Roy ou encore Benjamin Stora par le biais d'une « lettre de soutien » publiée dans le quotidien Libération le 26 janvier 2016. Dans cette lettre, les signataires estiment notamment que Jean-Louis Bianco a su, avec son rapporteur général Nicolas Cadène, 

« maintenir, contre vents et marées, [l'Observatoire de la laïcité] dans sa juste fonction : fournir des informations objectives remontant du terrain, prévenir et souligner les dérives contraires à la laïcité, laisser s’exprimer les différentes tendances des mouvements de promotion de la laïcité, permettre un dialogue constructif avec les représentants des grandes religions, et enfin rappeler inlassablement les textes en vigueur de la loi de 1905 jusqu’à nos jours. »

En revanche, les journalistes Judith Waintraub (journaliste politique au Figaro) et Vincent Nouzille (journaliste d’investigation spécialisé dans les domaines de la sécurité et du renseignement) estiment que Jean-Louis Bianco « s'inquiète davantage de la montée d'une éventuelle intolérance contre l'islam que des infractions à la laïcité commises par les tenants de l'islam politique. »
L'essayiste Caroline Fourest critique pour sa part le fait que Jean-Louis Bianco ne vienne pas à certains grands évènements laïcs, comme le prix annuel du Comité Laïcité République mais aille à des évènements politico-religieux, comme à Mulhouse, invité pour parler de laïcité par l'Académie Langues et Cultures. Elle lui reproche également de s'être moqué de la polémique autour des cafés sans femmes, celui-ci estimant : « C'était un bar PMU. Je ne suis pas sûr que, quels que soient les quartiers, les femmes jouent beaucoup au PMU… », ou d'être proche de l'association Coexister, dont les comités locaux encouragent des jeunes à tenir des stands de voiles lors de la journée mondiale du hijab. Elle juge enfin que « son bilan consterne » à la tête de l'Observatoire de la laïcité, notant la démission de plusieurs de ses membres, ajoutant qu'« il dessert la cause pour laquelle on l'a nommé ». En réalité, aucun des membres évoqués de l'Observatoire de la laïcité n'a démissionné[source insuffisante].
En 2018-2019, le gouvernement du président Emmanuel Macron travaille à mettre en place un service national universel. L'Observatoire de la laïcité s'attire des critiques de la part du ministre de l'Éducation nationale Jean-Michel Blanquer en expliquant que le droit positif ne permet pas que les signes religieux ostensibles y soient proscrits dans la phase d'internat sur les temps libres. Jean-Michel Blanquer saisit le Conseil des sages de la laïcité, instance qu'il a créée en janvier 2018 pour préciser la position de l'institution scolaire en matière de laïcité. Dans un document du 4 février 2019, le secrétaire général du conseil des sages contredit l'étude de l'Observatoire. Mais l'Observatoire rappelle que la loi du 15 mars ne s'applique bel et bien pas pour des publics qui ne sont pas élèves d'établissements scolaires publics.
En juin 2021, l'Observatoire de la laïcité est remplacé par un Comité interministériel de la laïcité.

### Décoration
- Officier de la Légion d'honneur (décret du 29 mars 2013)[37]
  - Fait chevalier le 15 octobre 1999[37]

## Détail des mandats et fonctions

### Mandats électifs
Député
- 01/06/1997 - 18/06/2002 : député de la 1re circonscription des Alpes-de-Haute-Provence
- 18/06/2002 - 19/06/2007 : député de la 1re circonscription des Alpes-de-Haute-Provence
- 20/06/2007 - 19/06/2012 : député de la 1re circonscription des Alpes-de-Haute-Provence

Conseiller régional
- 23/03/1992 - 10/06/1997 : membre du conseil régional de Provence-Alpes-Côte d'Azur
- 16/03/1998 - 03/04/1998 : membre du conseil régional de Provence-Alpes-Côte d'Azur

Conseiller général
- 27/03/1994 - 27/03/1998 : membre du conseil général des Alpes-de-Haute-Provence
- 27/03/1998 - 18/03/2001 : président du conseil général des Alpes-de-Haute-Provence
- 18/03/2001 - 01/10/2012 : président du conseil général des Alpes-de-Haute-Provence (réélu le 20/03/2008)

Conseiller municipal, adjoint au maire, maire
- 21/06/1995 - 18/03/2001 : maire de Digne-les-Bains (Alpes-de-Haute-Provence)
- 19/03/2001 - 15/11/2002 : adjoint au maire de Digne-les-Bains

### Fonctions gouvernementales
- 17/05/1991 - 02/04/1992 : ministre des Affaires sociales et de l'Intégration
- 04/04/1992 - 29/03/1993 : ministre de l'Équipement, du Logement et des Transports

### Fonctions à la présidence de la République
- Mai 1981 - juin 1982 : chargé de mission auprès du président de la République François Mitterrand
- Juin 1982 - mai 1991 : secrétaire général de la présidence de la République (sous la présidence de François Mitterrand)

### Autres fonctions
- 1976 - 1979 : chargé de mission, puis sous-directeur à la Direction de l'action sociale au ministère de la Santé
- 1978 - 1994 : maître des requêtes au Conseil d'État
- 1979 - 1981 : chargé de mission au Syndicat intercommunal Durance-Bléone
- 1985 - 1991 : président de l'Office national des forêts
- Depuis 1994 : conseiller d'État
- 1999 - 2001 : président de l'Institut François-Mitterrand
- 1997 - 2001 : vice-président du Mouvement Européen-France
- Mai 1999 - octobre 2002 : président du Haut Conseil de la coopération internationale
- 30 août 2006 - 27 novembre 2006 : porte-parole de l'équipe de campagne interne de Ségolène Royal
- 28 novembre 2006 - 6 mai 2007 : codirecteur de campagne de Ségolène Royal, candidate investie par le Parti socialiste pour l'élection présidentielle de 2007
- Depuis 2009 : membre du secrétariat national (en tant que coprésident du Forum des Territoires), du bureau national et du conseil national du Parti socialiste.
- 24 juin 2009 - 21 mars 2010 : responsable et principal rédacteur du projet du Parti socialiste pour les élections régionales de mars 2010.

## Publications

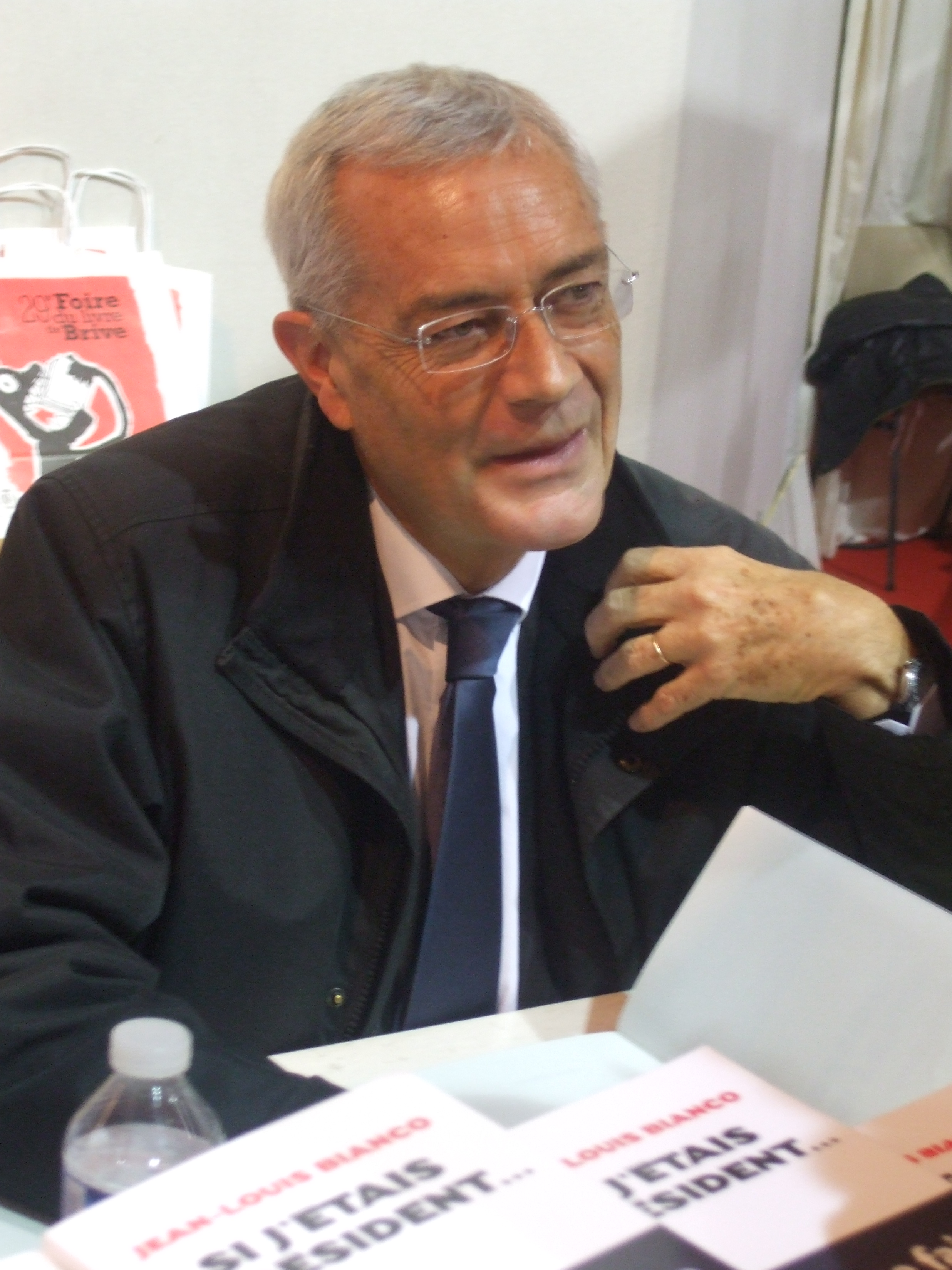
Signature à la foire du livre de Brive-la-Gaillarde en 2010.

- La Forêt, une chance pour la France, 1998
- Trans-Europe-Express, Plon, 1992
- Si j'étais président…, livre d'entretiens, Albin Michel, 2010
- 2012. La démocratie jusqu'au bout, essai, Fondation Jean-Jaurès, octobre 2010
- Mes années avec Mitterrand, Fayard, 2015
- La France est-elle laïque ?, éditions de l'Atelier, 2016

### En collaboration
- Les Groupes d’action municipale, avec Robert de Caumont et Marc Tessier, Éditions universitaires, 1971
- Entreprise et démocratie : pour une nouvelle approche, essai, avec Charles Fiterman, Philippe-Michel Thibault et Michel Yahiel, Fondation Jean-Jaurès, octobre 2010